# La Vendelée
La Vendelée – miejscowość i gmina we Francji, w regionie Normandia, w departamencie Manche.
Według danych na rok 1990 gminę zamieszkiwało 359 osób, a gęstość zaludnienia wynosiła 71 osób/km² (wśród 1815 gmin Dolnej Normandii La Vendelée plasuje się na 541. miejscu pod względem liczby ludności, natomiast pod względem powierzchni na miejscu 880.).